# ینی‌بارداک (گرگر)
ینی‌بارداک (به ترکی استانبولی: Yenibardak) (به کردی: Xırso) یک منطقهٔ مسکونی کردنشین در ترکیه است که در گرگر، آدیامان واقع شده‌است.